# Эр-сюр-ла-Лис (кантон)
Эр-сюр-ла-Лис (фр. d'Aire-sur-la-Lys) — кантон во Франции, находится в регионе О-де-Франс, департамент Па-де-Кале. Расположен на территории двух округов: четырнадцать коммун входят в состав округа Бетюн, три — в состав округа Сент-Омер.

## История
До 2015 года в состав кантона входили коммуны:
Вардрек, Вит, Кларк, Кьестед, Мамец, Ракенген, Ребек, Роктуар, Теруан, Эк, Эр-сюр-ла-Лис, Эрбель, Эренгем.
В результате реформы 2015 года  состав кантона был сильно изменен — в его прежнем составе сохранились только три коммуны и была добавлена большая часть упраздненного кантона Норран-Фонт.

## Состав кантона с 22 марта 2015 года
В состав кантона входят коммуны (население по данным Национального института статистики за 2018 г. Архивная копия от 7 ноября 2021 на Wayback Machine):
- Блеси (875 чел.)
- Вит (985 чел.)
- Виттернес (587 чел.)
- Гюарбек (1 416 чел.)
- Исберг (8 745 чел.)
- Керн (453 чел.)
- Ламбр (1 059 чел.)
- Ленгем (200 чел.)
- Линьи-лез-Эр (582 чел.)
- Льетр (331 чел.)
- Мазенгем (471 чел.)
- Рели (452 чел.)
- Роктуар (1 940 чел.)
- Ромбли (45 чел.)
- Сен-Илер-Кот (806 чел.)
- Эр-сюр-ла-Лис (9 772 чел.)
- Эстре-Бланш (934 чел.)

## Политика
На президентских выборах 2022 г. жители кантона отдали в 1-м туре Марин Ле Пен 37,3 % голосов против 25,0 % у Эмманюэля Макрона и 15,6 % у Жана-Люка Меланшона; во 2-м туре в кантоне победила Ле Пен, получившая 58,0 % голосов. (2017 год. 1 тур: Марин Ле Пен – 32,5 %, Эмманюэль Макрон – 19,9 %, Жан-Люк Меланшон – 19,5 %, Франсуа Фийон – 13,2 %; 2 тур: Ле Пен – 50,6 %. 2012 год. 1 тур: Франсуа Олланд — 33,9 %, Марин Ле Пен — 22,9 %, Николя Саркози — 19,9 %; 2 тур: Олланд — 61,5 %).
С 2015 года кантон в Совете департамента Па-де-Кале представляют члены совета города Эр-сюр-ла-Лис — вице-мэр Флоранс Возни (Florence Wozny) и мэр Жан-Клод Диссо (Jean-Claude Dissaux) (оба — Разные левые).
|                | Кандидаты                    | Партия                   | Первый тур | Первый тур |
| Кол-во голосов | Кандидаты                    | Партия                   | % голосов  |            |
| -------------- | ---------------------------- | ------------------------ | ---------- | ---------- |
|                | Флоранс Возни Жан-Клод Диссо | Разные левые             | 5 945      | 65,52      |
|                | Жером Брутен Эвелин Жеронне  | Национальное объединение | 1 731      | 19,08      |
|                | Селин Лека Ришар Ноэль       | Разные левые             | 1 398      | 15,41      |

|                | Кандидаты                         | Партия                  | Первый тур | Первый тур     | Второй тур | Второй тур |
| Кол-во голосов | Кандидаты                         | Партия                  | % голосов  | Кол-во голосов | % голосов  |            |
| -------------- | --------------------------------- | ----------------------- | ---------- | -------------- | ---------- | ---------- |
|                | Флоранс Возни Жан-Клод Диссо      | Разные левые            | 3 229      | 26,19          | 7 118      | 61,02      |
|                | Эвелин Жеронне Эрве Маэль         | Национальный фронт      | 3 326      | 26,97          | 4 547      | 38,98      |
|                | Клодетт Маттон Жак Напьераж       | Социалистическая партия | 2 651      | 21,50          |            |            |
|                | Андре Дельпув Бернадетт Дюпоншель | Правый блок             | 2 378      | 19,29          |            |            |
|                | Жори де Маседо Вероник Лесаж      | Коммунистическая партия | 746        | 6,05           |            |            |

|  | Кандидат          | Партия                    | % голосов |
|  | ----------------- | ------------------------- | --------- |
|  | Жан-Клод Диссо    | Разные левые              | 55,69     |
|  | Франсуаза Эннерон | Союз за народное движение | 44,31     |